# SFR
SFR (Société française du radiotéléphone) er en fransk telekommunikationsvirksomhed.
I december 2015 havde de 21,9 mio. mobiltelefonikunder og udbød hurtigt internetadgang til 6,35 mio. husstande. SFR blev etableret i 1987.